# Phản ứng nhiệt nhôm

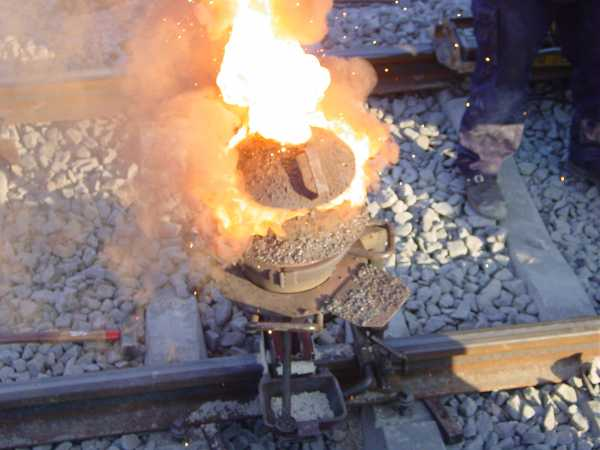
Hàn đường sắt bằng phản ứng nhiệt nhôm

Phản ứng nhiệt nhôm là phản ứng hóa học tỏa nhiệt trong đó nhôm là chất khử ở nhiệt độ cao. Ví dụ nổi bật nhất là phản ứng nhiệt nhôm giữa oxide sắt III và nhôm: Fe2O3 + 2 Al → 2 Fe + Al2O3
Một số phản ứng khác như:
3 CuO + 2 Al → Al2O3 + 3 Cu
8 Al + 3 Fe3O4 → 4 Al2O3 + 9 Fe
3 Mn3O4 + 8 Al → 4 Al2O3 + 9 Mn
Cr2O3 + 2 Al→ Al2O3 + 2 Cr
2yAl + 3FexOy →  yAl2O3 + 3xFe
Phản ứng này lần đầu tiên được sử dụng nhằm khử oxide kim loại mà không sử dụng cacbon. Phản ứng này tỏa nhiệt rất cao, nhưng nó có một năng lượng hoạt hóa cao do các liên kết giữa các nguyên tử trong chất rắn phải được phá vỡ trước. Oxide kim loại được đun nóng với nhôm trong một lò đun. Phản ứng này chỉ có thể sử dụng để sản xuất số lượng nhỏ vật liệu. Hans Goldschmidt đã cải tiến quy trình nhiệt nhôm giữa năm 1893 và 1898, bằng cách đốt cháy hỗn hợp của bột oxide kim loại mịn và bột nhôm bằng một phản ứng khởi động mà không làm nóng hỗn hợp từ bên ngoài. Quá trình này được cấp bằng sáng chế vào năm 1898 và được sử dụng rộng rãi trong các năm sau để hàn đường sắt.
Người ta thường sử dụng các phản ứng này để hàn đường sắt tại chỗ, hữu ích cho việc cài đặt phức tạp hoặc sửa chữa tại chỗ mà không thể được thực hiện bằng cách sử dụng cách hàn đường sắt liên.
Phản ứng nhiệt nhôm cũng được sử dụng để sản xuất phần lớn hợp kim sắt, ví dụ như ferroniobium từ niobium pentoxide và ferrovanadium(FeV) từ Vanadi (V) oxide ({\displaystyle {\ce {V2O5}}}). Các kim loại khác cũng được sản xuất bằng phương pháp này.